# Museu de História Local do Governo de Oremburgo
O Museu de História Local do Governo de Oremburgo (em russo: Оренбургский губернаторский историко-краеведческий музей) foi fundado em 24 de novembro de 1830 por ordem do governador de Oremburgo, o conde Pavel Petrovich Sukhtelen.
O atual edifício do museu foi construído na década de 1830 pelo projeto do arquiteto G. Gopius e originalmente a propriedade pertencia ao comerciante A.I. Yenikutsev. A partir da construção, o edifício abrigou o escritório do governador-geral.
Desde 1897, o museu funcionou como Museu Histórico e Arqueológico e, em 1934 foi renomeado como Museu Regional de Orquestras Populares de Oremburg. Entre 1988-1994, com o apoio do Presidente da Federação Russa, Viktor Chernomyrdin, especialistas de São Petersburgo combinaram arte pictórica e decorativa e o Instituto de Moscou para “Restauração de Projetos Especiais” realizou trabalhos de restauração e reexposição no museu. Em fevereiro de 2012, o museu recebeu o status de "museu do governo".
O museu tem cerca de 120.000 peças. De grande interesse é a coleção arqueológica do museu, cuja pérola é "ouro sármata" - uma coleção de objetos encontrados no processo de pesquisa de montes e cemitérios na região de Oremburgo, que remonta ao século IV a.C.. A parte principal da coleção de ouro sármata foi descoberta durante as escavações de uma área da região, que foram conduzidos entre 2004-2006 por uma expedição do Instituto de Arqueologia da Academia Russa de Ciências sob a direção do Doutor em Ciências Históricas Leonid Teodorovich Yablonsky.
Além dos monumentos arqueológicos, o museu contém artefatos etnográficos interessantes, arte em metal, uma coleção numismática, uma coleção de tecidos e bordados. O orgulho do museu é uma cópia da Bíblia Ostrog, uma das primeiras traduções eslavas para a Bíblia do pioneiro Ivan Fyodorov, datada de 1581 e doada ao museu na década de 1960 por um dos moradores de Oremburgo.
A exposição do museu fala sobre a natureza e a história de Oremburgo. Nos corredores do museu há exposições contando sobre pessoas cujo destino está relacionado com Oremburgo, como Sergey Aksakov, Vladimir Dal e Taras Shevchenko. O museu contém a Máscara da Morte de Alexandre Pushkin, que visitou Oremburgo em setembro de 1833.